# Кулбеков, Марат Кулбекович
Марат Кулбекович Кулбеков  (род. 28 мая 1949, Шаульдер, Южно-Казахстанская область) — советский и казахский учёный в области теплофизики, физики и технологии новых материалов, педагог, доктор технических наук, профессор, лауреат Государственной премии Республики Казахстан в области науки и техники.

## Биография
Марат Кулбеков родился 28 мая 1949 года в селе Шаулдер Отырарского района Туркестанской области.
В 1966—1971 годах учился на физическом факультете КазГУ им. С. М. Кирова. В 1971—1973 годах служил в рядах Вооружённых Сил СССР.
В 1973—1985 годах — инженер, старший инженер, аспирант, младший, старший научный сотрудник Алматинского научно-исследовательского и проектного института строительных материалов.
С 1985 года работал доцентом, профессором, заведующим кафедрой физики Казахского национального педагогического университета. По состоянию на 2020 год, заведует кафедрой теоретической и экспериментальной физики КазНПУ имени Абая.
В 2003 году за выдающиеся научно-технологические достижения (в составе четырёх авторов) присуждена Государственная премия Республики Казахстан в области науки, техники и образования.

## Научная деятельность
Автор 370 научных работ и изобретений, более 40 учебно-методических работ.
Занимается исследованием теплофизических и физико-химических процессов в полифазных системах и проблемой создания новых ресурсосберегающих керамических материалов многофункционального назначения.
М. К. Кулбековым в конце XX века экспериментальным путём впервые были установлены новые концентрически-зональные объёмно-поверхностные цветовые эффекты в полифазных топливосодержащих керамических материалах. Это послужило основой для разработки новых способов изготовления ресурсосберегающих облицовочных и отделочно-декоративных керамических материалов с оригинальными долговечными объёмно-поверхностными цветовыми эффектами радужного характера. Этим цветовым явлениям было дано условное название «Полицветные кольца Кулбека» или просто «Кольца Кулбека». Природа этих явлений до сих пор полностью не раскрыта и исследования продолжены. Некоторые образцы «Колец Кулбека» похожи на природные декоративные цветные камни, такие как кремень, яшма, агат, сердолик и др.
- Сулейменов С. Т., Сайбулатов С. Ж., Кулбеков М. К., Нурбатуров К. А. Экономия сырья и топлива в производстве стеновой керамики: теплотехнологические процессы. Отв. ред. К. К. Куатбаев — Алма-Ата. 1986. 176 с.
- Кулбеков М. К., Сайбулатов С. Ж. О механизме и кинетике выгорания углерода при обжиге ресурсосберегающих золокерамических материалов // Неорганические материалы. − 1991. Т.27. № 5. С.1074-1078.
- Кулбеков М. К. Изучение кинетики некоторых физико-химических процессов при обжиге топливосодержащих керамических материалов // ЖПХ.-1990. — Т. 63. № 6. — С.1355-1360.
- Кулбеков М. К. К теории диффузионной кинетики параллельных твердофазных процессов при обжиге топливосодержащей керамики //ЖПХ. −1992. — Т. 65. № 12. с.2689-2694.
- Кулбеков М. К. К термодинамической теории теплопереноса, осложненного физико-химическими превращениями в полифазных капиллярнопористых материалах. // Вестник КазНПУ им. Абая. Серия «Физико-математические науки» № 1(25),2009. с.104-108.
- Сайбулатов С. Ж., Кулбеков М. К. Способ изготовления стеновых изделий «золокерам» А.с. 675030 СССР. — Б. И., 1979, 1980. −341. — с.85.
- Кулбеков М. К. Способ изготовления керамических декоративных плиток. А. С. 1680666 СССР, Б. И., 1991. № 36. — с.102.
- Кулбек М. К. Инновационный патент на изобретение № 25555. Название: Способ изготовления керамических отделочно — декоративных плиток. Зарегистрировано в Государственном реестре изобретений Республики Казахстан 17.02.2012 г., опубл. бюл. № 3 от 15.03.2012.
- «Молекулярная физика и термодинамика», «Общая физика»
- Бидайбеков Е. Ы., Кулбеков М. К., Оспанбеков Е. А., Ерженбек Б., Хамраев Ш. И. Математическое моделирование и вычислительный эксперимент в исследовании и обучении основам нестационарной теплопроводности при обжиге монотермитовых образцов // Вестник Российского университета дружбы народов. Серия: Информатизация образования. — 2011. — № 4.

## Награды и звания
- Лауреат научно-популярного журнала «Знание и труд» (1978)
- Лауреат премии ВХО им. Д. И. Менделеева (1985)
- Медаль имени В. Лейбница
- Медаль имени В. И. Вернадского (серебряная)
- Лауреат Государственной премии Республики Казахстан в области науки, техники и образования (2003)
- Медаль «20 лет независимости Республики Казахстан» (2011)
- Золотая медаль и премия «За особые заслуги» в становлении и развитии Казахского национального педагогического университета имени Абая.
- Заслуженный деятель науки и образования (РАЕ, Москва, 2013)